# Gratka Technologie
Gratka Technologie – przedsiębiorstwo zajmujące się tworzeniem i obsługą infrastruktury informatycznej dla firm oraz realizowaniem zaawansowanych projektów w oparciu o technologie internetowe. Specjalizacją firmy jest tworzenie serwisów społecznościowych, ogłoszeniowych, informacyjnych i e-commerce, aplikacji typu CMS, DMS i CRM oraz usługi SEO i SEM. Gratka Technologie posiada zaplecze w postaci własnego data center w Gdańsku, którego zasoby udostępniane są w ramach świadczonych usług. Firma oferuje również usługi hostingowe, kolokacji serwerów własnych oraz serwerów dedykowanych.
Gratka Technologie powstała jesienią 2009 roku w wyniku połączenia dwóch firm: Gratka Sp. z o.o. oraz Sylaba Sp. z o.o. Obie firmy prowadziły swoją działalność od kilkunastu lat. Sylaba Sp. z o.o. powstała w 1996 roku jako jeden z pierwszych poznańskich komercyjnych dostawców usług internetowych. Od początku działalności firma koncentrowała się na usługach bazujących na technologiach internetowych. Jedną z pierwszych realizacji Sylaby było stworzenie Głosu Wielkopolskiego. W 1997 roku firma zasłynęła w polskich mediach jako twórca Sylaby Komunikatora, pierwszego polskiego tłumaczenia ówczesnej przeglądarki internetowej Netscape Communicator.
Gratka Sp. z o.o. uruchomiła w 2000 roku portal internetowy Gratka.pl, koncentrując swoją działalność w 4 obszarach: nieruchomości, motoryzacja, praca i turystyka. Kolejnym ważnym projektem było stworzenie miejskiego serwisu informacyjnego NaszeMiasto.pl, który obecnie skupia informacje lokalne z ponad 180 miast z 16 regionów Polski. W 2004 r. przy współpracy z Moto Expressem został uruchomiony serwis motoryzacyjny Motofakty.pl. W połowie roku 2005 z zasobów portalu Gratka.pl wyodrębniono serwis ale.gratka.pl zawierający ogłoszenia drobne posegregowane w 27 kategoriach tematycznych. Gratka Sp. z o.o. stworzyła również serwis Telemagazyn.pl, który zawiera programy wszystkich najpopularniejszych stacji telewizyjnych. Kolejny projekt to serwis informacyjny tworzony przez dziennikarzy obywatelskich - Wiadomości24.pl. Powstał również serwis online dziennika "Polska" – Polskatimes.pl, w tym siedem dzienników regionalnych: Dziennik Bałtycki, Polska Dziennik Łódzki, Dziennik Zachodni, Gazeta Krakowska, Gazeta Wrocławska, Głos Wielkopolski oraz Kurier Lubelski.
Najnowszymi przedsięwzięciami firmy Gratka Technologie są aplikacje, czytniki wiadomości, przeznaczone na iPhone, iPod Touch oraz iPad, które umożliwiają intuicyjne czytanie najnowszych informacji publikowanych na poszczególnych portalach gazet należących do grupy Polskapresse.